# مسنگو، آنگولا
مسنگو (به انگلیسی: Massango) شهری در استان مالانژه واقع در کشور آنگولا است که در سال ۲۰۰۹ میلادی ۴٬۳۰۲ نفر جمعیت داشته است.